# Scleria monticola
Scleria monticola är en halvgräsart som beskrevs av Ernest Nelmes och Diana Margaret Napper. Scleria monticola ingår i släktet Scleria och familjen halvgräs.
Artens utbredningsområde är Sierra Leone. Inga underarter finns listade i Catalogue of Life.